# Robert Maxwell
Ian Robert Maxwell (Slatinské Doly, Checoslovaquia; 10 de junio de 1923 - Islas Canarias, España; 5 de noviembre de 1991) fue un militar, empresario, periodista, publicista, editor, político y multimillonario magnate checoslovaco, fundador, presidente y CEO de Maxwell Communications Corporation, así como propietario y presidente de Mirror Group Newspapers (MGN).
Maxwell se elevó desde la pobreza y la orfandad para acabar construyendo un extenso imperio publicitario, editorial y de telecomunicaciones que fue en su momento uno de los más poderosos de la industria en Inglaterra y el mundo, además de comprar numerosas empresas y realizar inversiones que lo consolidaron como uno de los hombres más acaudalados, influyentes y poderosos del planeta.
Robert Maxwell, en su desempeño en la política, llegó a ser miembro del Parlamento Británico, respaldado por el Partido Laborista, puesto en el que permaneció desde 1964 hasta 1970. Además, desarrolló una vasta red de influencias en el sistema político de la Unión Soviética y de varios países europeos, de las cuales él se valió en muchas ocasiones para fortalecer su posición, además de actuar frecuentemente como intermediario «no oficial» entre el gobierno británico y el soviético.
A pesar de toda la fortuna amasada y del prestigio del que llegó a gozar, tras su muerte su vasto imperio -ya fuertemente comprometido en lo financiero- colapsó, debido a negociaciones engañosas y transacciones fraudulentas.
```
Se llegó a afirmar que Maxwell fue uno de los agentes más efectivos y poderosos del 
Mossad
, el servicio de inteligencia 
israelí
, y se le ha acusado de financiar y disponer arbitrariamente de un sinnúmero de influencias para beneficiar los objetivos de esa organización, así como de participar o estar ligado a múltiples operaciones secretas del mismo 
Mossad
.
[
6
]
```

Sin embargo, la imagen de Robert Maxwell continúa siendo para muchos -independientemente de las sospechas que lo rodean- la de un hombre que valiéndose de su ambición e inteligencia, buscó ascender más y más lejos, en una búsqueda implacable por el poder, para la cual se valió de los mismos medios de comunicación que poseyó, usándolos para auto-promocionarse, distribuir la información que le resultara conveniente, así como para dañar sin piedad la imagen de otros, en su afán por alcanzar sus metas.

## Primeros años
Robert Maxwell nació el 10 de junio de 1923 como Ján Ludvík Hyman Binyamin Hoch en lo que hoy es a Ucrania. Hijo de una pobre y numerosa familia judía, formada por sus padres, su abuelo, y 4 hermanos, (3 varones y 1 mujer). Su infancia se desarrolló en la miseria más absoluta. Ján y sus hermanos dormían sobre un colchón de paja raída y tenían que turnarse para compartir su único par de zapatos, algo particularmente valioso en los días de invierno.
En 1939 su pueblo fue ocupado por Hungría, y toda su familia fue trasladada a Auschwitz, donde murieron antes de que finalizará la Segunda Guerra Mundial, hecho que dejó traumas permanentes en Jan, quien renegó su religión hasta la adultez, cuando nuevamente volvió a abrazarla. Ján, que en ese momento se encontraba en Bratislava, A causa de que el Talmud Torá donde estudiaba estaba ubicado en esa ciudad, consiguió evitar esto, y sobrevivir, acontecimiento que lo atormento para el resto de su vida, creyendo que de haber estado ahí, podría haber evitado que su familia fuese llevada a Polonia.  
Con 17 años, estando sólo en la capital eslovaca, se unió a la resistencia antinazi por un breve tiempo, siendo capturado y casi llevado a un campo de concentración, logrando escapar en el traslado, y refugiarse en una aldea de camino entre Checoslovaquia y Polonia, donde una joven gitana lo ayudó a quitarse las esposas, para, una vez liberado, escapar, Y llegar a Gran Bretaña en 1940, en calidad de refugiado de guerra. Ján se alistó en la infantería británica donde luchó en toda la campaña, desembarcando en las playas de Normandía, para después llegar a Alemania, en donde gracias a su valor, inteligencia y a su habilidad para las lenguas, pronto logró la promoción a capitán.  
Además, la casualidad le proporcionó un golpe afortunado, durante la captura de una ciudad alemana, cuando consiguió matar de un disparo al alcalde de la misma, lo que le valió un importante reconocimiento entre sus superiores, y, finalmente en 1945, su brillante carrera militar es coronada cuando se le obsequia la Military Cross, medalla que es uno de los máximos reconocimientos militares que otorga Gran Bretaña, habiéndose convertido ya en un "Héroe de Guerra".
Tras el fin de la Segunda Guerra Mundial, Jan se casó con la francesa Elisabeth Mayne, con quien tuvo sus nueve hijos, dos de los cuales fallecieron siendo muy jóvenes. Posteriormente, decide cambiarse su nombre por el de Ian Robert Maxwell, mucho más anglosajón, y aún cuando rara vez utilizó el "Ian ", lo conservó como un vestigio de su antiguo nombre, el único residuo que quedaría de Jan Ludvik Hoch. Ése chico que provenía de una familia pobre de Checoslovaquia, ya no existía. Para Robert Maxwell, el cambio de nombre representaba el primer paso para la construcción de una nueva personalidad, de un nuevo futuro Y de un nuevo destino.

## Consolidación
Tras un corto período trabajando como censor para el ejército británico en Berlín, en la Alemania ocupada por los aliados, usó varios contactos entre las autoridades de ocupación aliadas para iniciarse en los negocios, como distribuidor en Estados Unidos y el Reino Unido de Springer Verlag, una editorial de libros científicos. En 1951 compró Pergamon Press, una pequeña editorial de libros de texto de Springer Verlag, y comenzó a publicar por su cuenta, esto, le permitió consolidar una vasta fortuna, que ya para los años 1960 era lo bastante extensa como para ir adquiriendo imprentas y otras empresas, mientras que propugnaba en público el socialismo, ideología en la que decía creer fervientemente. La carrera de Maxwell se elevaba a gran velocidad, a medida que destacados miembros de la Ciudad de Londres se maravillaban de la habilidad de Maxwell para los negocios y que éste aumentaba cada vez más rápido, sus activos, propiedades, inversiones y empresas. Era una especie de nuevo "Rey Midas" que convertía en oro todo lo que tocaba, o, al menos, eso parecía.
Su red de influencias le llevó a consolidar una posición de peso dentro del Partido Laborista, con cuyo respaldo logró alcanzar un escaño en el Parlamento Británico, siendo, en 1964, elegido para la Cámara de los Comunes del Reino Unido, por el distrito de Buckingham, hasta que perdió su escaño en 1970 contra el conservador William Benyon.
Además, su actividad política no se limitaba a las elecciones parlamentarias y al Partido Laborista, sino que iban más allá, al desarrollar una vasta red de contactos e influencias en todos los países de Europa del Este y sobre la mismísima Unión Soviética, influencias ganadas por su posición de importancia en el sistema occidental, según unos, o literalmente "compradas", según otros.

## La Maxwell Corporation y el Daily Mirror, el despotismo del Cuarto Poder
Como otros editores, una de las máximas aspiraciones de Maxwell era hacerse con un medio de comunicación, tratando en primer lugar de adquirir el News of the World, el cual trató durante largo tiempo de comprar, con la esperanza de ejercer influencia política a través del mismo. En 1969 se le impidió comprar el News of the World, debido a que Rupert Murdoch, se le adelantó y lo compró por encima de Maxwell. Esto, hizo que Murdoch, se convirtiera en el archirrival de Maxwell en el mundo del periodismo británico.

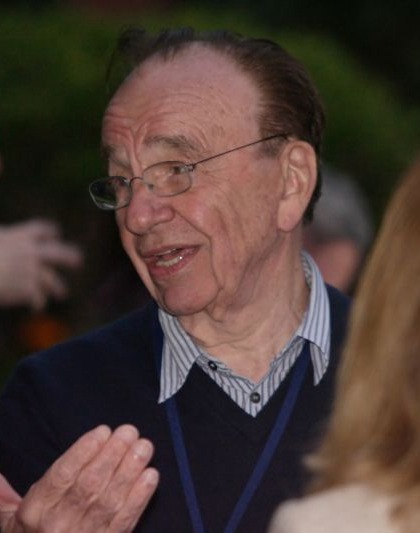
Rupert Murdoch, se convirtió en el más férreo rival de Maxwell

La batalla por el News of the World fue particularmente agria, y Maxwell acusó a Murdoch de emplear «la ley de la selva» para adquirir la empresa, a pesar de que él «había hecho una oferta de buena fe...» que había sido «frustrada y derrotada luego de tres meses de maniobras cínicas». Murdoch negó, alegando que los accionistas y la directiva del News of the World «habían juzgado su actuación como empresario en Australia». 
Sin embargo, ante el fracaso del News of the World, Maxwell, resolvió perseguir otra compañía, buscándo adquirir su tan anhelado medio escrito, lo que finalmente consiguió en 1984 al comprar el grupo editorial Trinity Mirror (por aquel entonces llamado Mirror Group Newspapers) que poseía, entre otros, el diario Daily Mirror.
Maxwell consiguió hacerse con el famoso diario durante una etapa de crisis del mismo. Esto se debía más que todo a su extrema ambición, la cual le llevaba a adquirir empresas de manera pomposa y más que todo como símbolo propagandístico de su persona. Sin embargo en variedad de ocasiones, estas compras se elevaban muy por encima de su valor de mercado y sin analizar realmente la rentabilidad de la empresa adquirida en cuestión, así que en esencia, consiguió comprar el Daily Mirror, sí, pero en un momento en que el periódico daba más pérdidas que beneficios, ahogado por su caída de ventas y las infladas nóminas de sus colaboradores. Maxwell pagó por el diario una gran cantidad, sin reparar en gastos, pues al fin veía cumplido su afán de poseer un medio de comunicación.
De este modo, Robert Maxwell convirtió al Daily Mirror en su base de operaciones propagandísticas. El tabloide le dio el poder de convertir sus opiniones e intereses en asuntos de interés nacional. Normalmente dejaba el Daily Mirror a la decisión de su director general, pero cuando deseaba hacer hincapié en un asunto determinado, lo convertía en tema de portada con tan sólo una llamada. El Daily Mirror era un arma personal, un tabloide inserto dentro de los medios de comunicación británicos que defendía los intereses, de diferente índole, que poseyera Maxwell.
El caso de Maxwell es un ejemplo perfecto del poder del que puede dotar a una persona el control de los medios de comunicación. Maxwell era un hombre poderoso, capaz de influir en la opinión pública a través de su grupo editorial, que controlaba, entre otros, el Daily Mirror, el Sunday Mirror, el Sunday People y, más adelante, el Daily News estadounidense. Los editores de sus periódicos eran muchas veces forzados a publicar noticias que Maxwell obtenía de “fuentes fidedignas” y en las que, obviamente, radicaba un interés personal de que actuaran en su beneficio.
Los contactos de Maxwell, le permitían obtener noticias que un periodista normal no conseguiría y, por lo tanto, ser una fuente de información medianamente fidedigna, siempre que no se dedicara a distorsionar la misma para sus propios intereses.
Otro importante uso que Maxwell le daba al Mirror, era para financiamiento, aún por más que dijeran los precisos análisis económicos que Maxwell estaba quebrado, lo cierto era que estos no tomaban en consideración un factor extremadamente importante, el Cuarto Poder en acción. Este le permitía a Maxwell, obtener préstamos y negociaciones con los más escépticos de todos los empresarios y banqueros, debido a una simple razón, el controlar una gran cantidad de órganos de prensa, en los cuales podía publicar el sinnúmero de negocios, alianzas, consorcios y adquisiciones que garantizaban miles de millones en ganancias, los prestamistas dejaban de lado sus análisis y estadísticas, mientras que continuaban facilitándole los recursos. Esta táctica le sirvió por décadas, dejando sorprendido a más de uno, dado que podía comprar empresas, al borde de la quiebra y convertirlas en extremadamente rentables. 

Maxwell fue accionista de MTV en Europa

En cuanto a sus demás actividades empresariales estas, se centraban no en torno al Trinity Mirror, sino a la Maxwell Corporation, el epicentro de toda transacción empresarial que Maxwell llevase a cabo. La compañía, había nacido como la firma publicitaria de Maxwell y se había convertido en una compañía que desempeñaba operaciones en múltiples áreas, mediante sus adquisiciones, filiales y consorcios, se fue fortificando hasta convertirse en un gigantesco holding empresarial, que ya para 1980 poseía una vastedad de empresas, entre las cuales se encontraban la bien conocida Trinity Mirror y sus publicaciones el Daily Mirror, el Sunday Mirror, el Daily Record y el Sunday Mail, ambos de Escocia, y varios otros periódicos; también se sumaban la editorial Pergamon Press, Nimbus Records, la editorial Collier, Prentice Hall, Macmillan Publishing y las escuelas de idioma Berlitz. También contaba con acciones en MTV de Europa, y otras cadenas europeas, Maxwell TV Cable y Maxwell Entertainement. En 1987 adquirió parte de IPC Media para crear Fleetway Publications. 
Maxwell, además, fue pionero en la difusión de información científica especializada. Después de 1970, cuando la investigación universitaria centró su atención en el crecimiento de sus bibliotecas, él y otros editores se vieron saturados de suscripciones para periódicos de ciencia.
Igualmente, tal cual como muchos otros empresarios, Maxwell, decidió formar la Fundación Maxwell en 1970, que fue establecida en Liechtenstein, un gran centro financiero de Europa y además un paraíso fiscal. 
Maxwell también fue conocido como presidente del Oxford United Football Club, al que salvó de la bancarrota y llevó a la cumbre del fútbol británico al ganar la Football League Cup en 1986. El club debió pagar un alto precio por esta relación cuando salieron a la luz los manejos financieros de Maxwell. En 1987 intentó adquirir el Derby County Football Club y el Manchester United Football Club en 1984: en el segundo caso rehusó pagar el alto precio requerido por Martin Edwards, por entonces propietario del club.

## Deudas y caída
La habilidad de Robert Maxwell como propagandista era indudable. De este modo consiguió construir una enorme fortuna que, de puertas adentro, estaba a punto de desmoronarse, mientras él se endeudaba en un préstamo tras otro. Pero mientras cayó en gracia, fue capaz de conciliar una y otra vez al ejército de banqueros que le reclamaban el pago de una deuda multimillonaria. Los engatusaba con una copa de champán y un plato de caviar, al tiempo que los confundía con sus complicados planes financieros a largo plazo y un “confía en mí”, que conseguía indefectiblemente retrasar el pago de la deuda… hasta que fue demasiado tarde.
Reconocer abiertamente sus deudas le habría llevado a un “efecto dominó” que podría desencadenar su ruina. Por lo tanto, Maxwell necesitaba seguir manteniendo una fachada de respetable hombre de negocios. Mientras los banqueros creyeran que era capaz de producir dinero, no reclamarían el pago de la deuda. Por ello Maxwell se afanó como pudo en tapar los agujeros, hasta que no pudo más. La gota que colmó el vaso fue la sustracción del dinero de los fondos de pensiones de sus empleados para financiar sus cada vez más costosas redes de influencias.
Finalmente en 1991, en medio de una serie de negocios fallidos, problemas económicos en sus empresas y agobiado por un sinnúmero de multimillonarias deudas, Robert Maxwell, se retiró a su yate, viajando a Islas Canarias, donde aparentemente cayó por la borda del barco y se ahogó. Maxwell dejó atrás una serie de deudas multimillonarias, un legado turbio repleto de misterios, su holding empresarial totalmente inestable y 440 millones de libras esterlinas faltantes del fondo de pensiones de sus empleados.
Robert D. Hare, psicólogo canadiense especializado en psicopatía, hace referencia al talante de Maxwell como ejemplo característico de la personalidad psicopática: 

«En el momento de escribir este texto, la misteriosa muerte del rey de la comunicación Robert Maxwell ha abierto una enorme lata de gusanos. El imperio económico de Maxwell se ha derrumbado cuando caía sobre él la acusación de desvío ilegal de millones de dólares. Este caso es buen ejemplo de cómo una persona pública respetada puede ocultar un trasfondo muy oscuro. Aunque se sabía que Maxwell era un charlatán y un ladrón que solía mover el dinero de una empresa a otra, la mayoría de los que lo conocían, incluidos los periodistas, guardaban silencio sobre sus actividades. Maxwell tenía mucho poder y era capaz de intimidar a sus críticos. También se aprovechaba de que «la avaricia no deja sitio para los escrúpulos»: el sistema mira hacia otro lado ante «los ladrones en libertad que poseen mucho, mucho dinero» (las citas están extraídas de un artículo de Peter Jenkins, «Captain Bob Revealed: A Crook and a Conspiracy of Silence», Independent News Service, 7 de diciembre de 1991).
Robert D. Hare, Sin conciencia, 1993, reedición de 1999

## Tiranía
Los relatos de los empleados describen como Maxwell se quedaba de pie en medio de la redacción de uno de sus periódicos después de haber despedido a un redactor o un subdirector y anunciaba, con ojos chispeantes de emoción: “No quería hacerlo. Pero esto es lo terrible de este mundo: hay que hacer sacrificios para el mayor beneficio de los demás”.
La potencia comunicadora de estos pequeños actos de autarquía es indiscutible. Por un lado el recurso inconsciente al miedo: lo que hoy le ha pasado a mi compañero, mañana puede pasarme a mí. Por otra parte se trata de la apelación al bien común, una especie de despotismo ilustrado que podríamos traducir como “todo para el Daily Mirror… pero sin el Daily Mirror”. Su figura era la de un magnate, un padre, o un padrino, dicho en el sentido que a esta palabra se le atribuye dentro de la Mafia. Y es quizá la más exacta, ya que su doble sentido sirve para aludir también a las relaciones que tuvo Maxwell con jefes del crimen organizado en Bulgaria, país sobre el que ejercía un poder en la sombra y que le proporcionaban el poder que tanto ansiaba y que no podía conseguir por otros medios.
La obsesión de Maxwell por el poder y el dinero le habían llevado a comprar fábricas, negocios y propiedades. Sus empleados vivían atemorizados por sus continuos cambios de carácter. Maxwell podía por ejemplo despedir a todos los altos ejecutivos de una empresa que acababa de comprar. En palabras de Roy Greenslade, editor del Daily Mirror, Maxwell “coleccionaba empresas como quien colecciona sellos”.
Pero quizá los peores momentos para Greenslade fueran cuando Maxwell irrumpía en el periódico, con alguna noticia importante que quería comentar o alguna campaña para lanzar a la opinión pública. Entonces el gran Bob estaba por encima de cualquier otro criterio y supeditaba a toda la plantilla del periódico para hacer sus famosas “declaraciones del editor”.

## La declaración del editor
Esta era normalmente la manera que tenía Maxwell de afrontar los problemas, de justificarse para la lograr la expiación ante la opinión pública. Eran documentos arrogantes, ampulosos e insultantes, como la personalidad de Bob Maxwell, pero cumplían una de las funciones fundamentales de la propaganda: eran relativamente breves, ya que estaban pensados para ocupar la primera página de uno de sus periódicos. A pesar de ser arrogantes, estos editoriales eran simples. La propaganda va dirigida a la masa y la masa entiende lo simple. Otro ejemplo del uso propagandista que Maxwell sabía dar a sus intervenciones.
La declaración del editor consistía el disparo de advertencia, un primer artículo al que seguirían una larga serie sobre el tema en los periódicos de Maxwell. Cuando esto se producía Maxwell estaba muy por encima de sus redactores, ordenando el tamaño del tipo de letra que debía utilizarse, la fotografía de sí mismo que quería para reforzar sus palabras… Quizá en estos momentos era cuando Maxwell más se acercaba a otro magnate de las telecomunicaciones, que aunque muy anterior ejerció una notable influencia sobre él: William Randolph Hearst, al que Orson Welles inmortalizaría en “Ciudadano Kane”.
Pero también había un segundo uso tanto o más importante: resaltar su capacidad como hombre de negocios, su actitud de tiburón financiero, de administrador intachable que salvaba a la empresa tomando decisiones (que muchas veces implicaban despidos masivos) por el bien común. Unas pocas páginas de prensa favorable pueden llegar a ser diez veces más poderosas que la mejor cuenta de resultados financieros que se puedan presentar en un papel, al menos de cara a garantizar a los acreedores la solvencia de Maxwell y, a los vendedores, su competencia como gerente.

## Maxwell, agente del Mossad
Otra de entre las muchas razones del misterio que rodea a Robert Maxwell es su supuesta filiación con el servicio secreto israelí, el Mossad, al alegarse que el mismo Robert Maxwell era un importante agente secreto de tal organización, afirmándose que Maxwell disponía de su poder mediático sobre la población, además de su posición política y su inmensa red de influencias con el objetivo de beneficiar las operaciones de la tan polémica institución gubernamental de Israel.
A Maxwell se le ha acusado de usar los medios para defender los intereses de Israel y de convertir sus medios de comunicación en auténticas armas de estado, diseñadas para respaldar los planes y la posición israelí; también se ha alegado que él era el responsable de la distribución y venta a múltiples instituciones y gobiernos del mundo del software Promis, del cual se afirma que contenía una "puerta trasera" que permitía a los servicios secretos israelíes controlar todos los movimientos de sus homónimos en otros países, algo que desde luego era, no sólo una ventaja común, sino una auténtica muestra de poderío por parte de Israel.
Si se analiza detalladamente, lo cierto es que Maxwell tenía el perfil perfecto para ser un agente del servicio israelí al ser un oficial militar, algo que es muy frecuente sean los agentes del Mossad; igualmente era judío, por lo cual ideológicamente concordaba con los ideales de Israel, también había perdido a su familia a manos de los nazis y, más importante aún, era un miembro prominente de la sociedad occidental, con influencia, dinero y poder.
En esencia, son muchas las operaciones en las que se le acusa de haber participado, múltiples las arbitrariedades cometidas desde su poder en favor de Israel y se ha llegado a afirmar que, de hecho, su misteriosa muerte en su yate en las Islas Canarias, no se trató de un accidente ni de un suicidio, sino que fue interceptado en su yate por agentes del Mossad, quienes lo pudieron haber drogado y luego lanzado al mar, donde se ahogó. Esto se debería a que el Mossad, harto de los juegos de poder y del continuo endeudamiento de Maxwell, habría decidido prescindir de él.

## En la ficción
La misteriosa muerte de Robert Maxwell es el punto de partida de Ciudadano Max, una novela de intriga del escritor canario Alberto Vázquez-Figueroa que siguiendo la estructura de la película Ciudadano Kane propone varias hipótesis sobre los motivos de su muerte.
En el libro "El espía del Mossad" de Gordon Thomas y Martin Dillon, se recrea la vida completa de Robert Maxwell. Es la más completa investigación sobre la vida de este magnate.